# Duveholmshallen

Duveholmshallen är en idrottsanläggning i Katrineholm. I hallen finns det en simhall med djupbassäng, ett antal idrottshallar och omklädningsrum. I hallen arrangerades Sverigecupen i handboll 1983–2013 och Grand Prix i volleyboll 1997/1998 samt 2001-2015. 
Hallen ligger nära Duveholmsgymnasiet och Katrineholms Tekniska College.